# Welcome to Judasville
Welcome to Judasville is het debuutalbum van de Nederlandse rockband JudasVille uit 2004. Het album is opgenomen in Studio 195 te Wernhout waarvan het hoesje abusievelijk vermeldt dat het in België ligt. Alle liederen zijn geschreven door Berry Black. Het lied Excuse Me is tevens verschenen op het verzamelalbum Still Going Strong van I Scream Records.

## Tracklist
| Nr. | Titel                              | Duur |
| --- | ---------------------------------- | ---- |
| 1.  | Excuse Me                          | 3:18 |
| 2.  | Midnight Hour                      | 3:21 |
| 3.  | 99 Bad Angels                      | 3:45 |
| 4.  | King of Lies                       | 2:34 |
| 5.  | Put Me Down                        | 2:58 |
| 6.  | Hey Hey Hey                        | 3:22 |
| 7.  | Come on Pretty Baby                | 4:17 |
| 8.  | Frisco Breeze                      | 4:10 |
| 9.  | Tie Me Up                          | 4:11 |
| 10. | Fade Away (Contrabas van Bartmann) | 3:08 |
| 11. | Dancing on Nothing                 | 3:40 |

## Bezetting
- Berry Black, zang en gitaar
- Sélim Lemouchi, gitaar
- Jaap Slijk, basgitaar
- Sander van Baalen, drums